# Google Developer Day

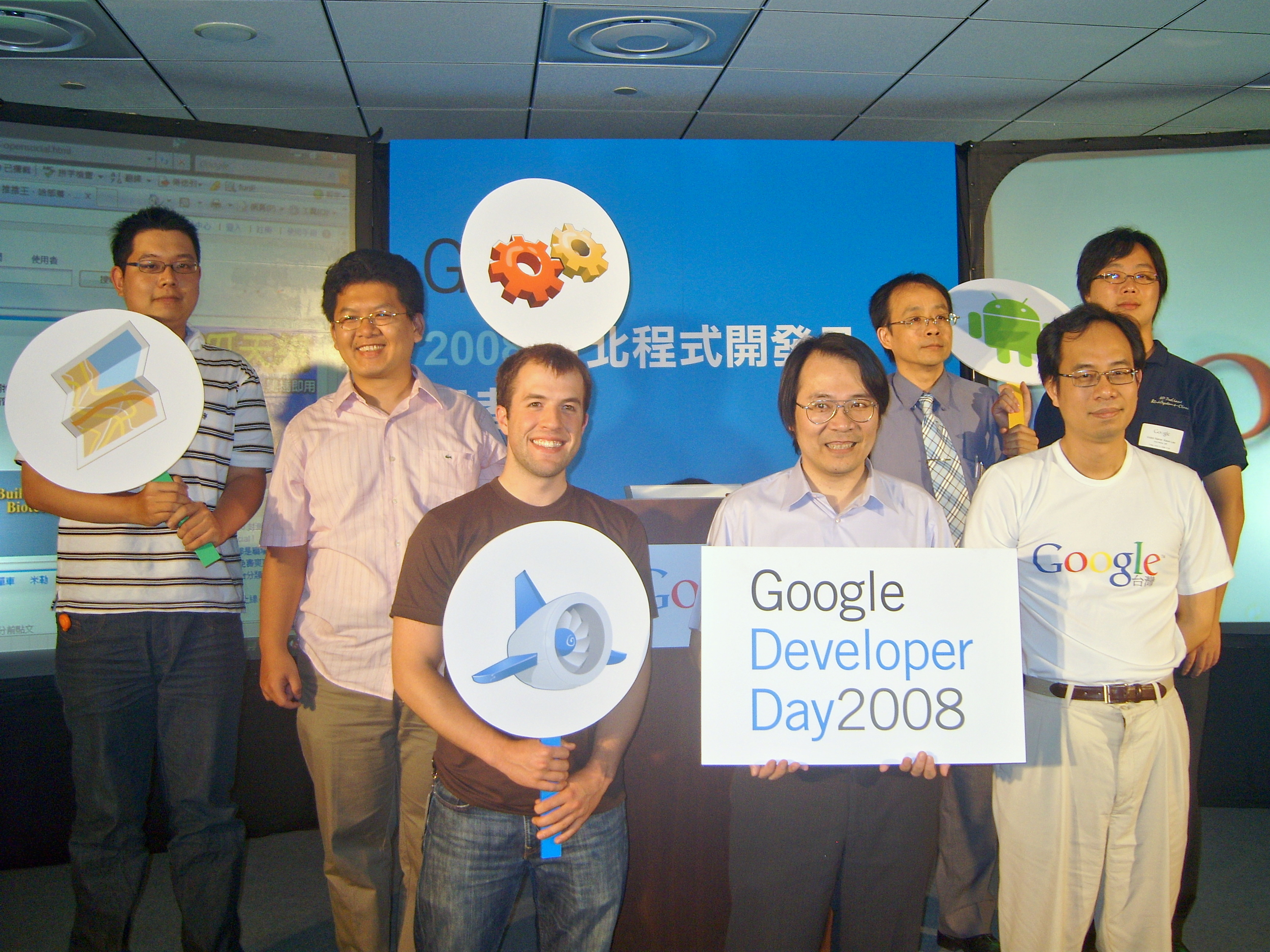
Google Developer Day 2008 на Тайване

Google Developer Day — ежегодные однодневные мероприятия для разработчиков, проводимые по всему миру компанией Google. Они включают доклады и семинары, сосредоточенные на разработке веб, мобильных и бизнес приложений с использованием технологий Google и других open web технологий таких как Android, HTML5, Chrome, App Engine, Google Web Toolkit и предоставляют участникам отличную возможность узнать о технологиях Google для разработчиков, а также встретиться с инженерами, работающими над ними.
На данный момент был проведен 5 раз:
- Google Developer Day 2007: в Маунтин-Вью, Калифорния, США, в Сан-Паулу, Бразилия, в Лондоне, Великобритания, в Париже, Франция, в Мадриде, Испания, в Гамбурге, Германия, в Москве, Россия, в Токио, Япония, в Сиднее, Австралия и в Пекине, Китай.[1]
- Google Developer Day 2008: 10 июня в Йокогаме, Япония, 12 июня в Пекине, Китай, 14 июня в Тайбэй, Тайван, 18 июня в Сиднее, Австралия, 23 июня в Мехико, Мексика, 27 июня в Сан-Паулу, Бразилия, 16 сентября в Лондоне, Великобритания, 18 сентября в Париже, Франция, 23 сентября в Мюнхене, Германия, 25 сентября в Мадриде, Испания, 18 октября в Бангалоре, Индия, 21 октября в Милане, Италия, 24 октября в Прага, Чехия, 28 октября в Москве, Россия, 2 ноября в Тель-Авиве, Израиль.[2]
- Google Developer Day 2009: 5 июня в Пекине, Китай, 9 июня в Йокогаме, Япония, 29 июня в Сан-Паулу, Бразилия, 6 ноября в Праге, Чехия, 10 ноября в Москве, Россия.[3]
- Google Developer Day 2010: 28 сентября в Токио, Япония, 29 октября в Сан-Паулу, Бразилия, 9 ноября в Мюнхене, Германия, 12 ноября в Москве, Россия, 16 ноября в Праге, Чехия.[4]
- Google Developer Day 2011: 16 сентября в Сан-Паулу, Бразилия, 19-20 сентября в Буэнос-Айресе, Аргентина, 10 октября в Москве, Россия, 18 октября в Праге, Чехия, 1 ноября в Токио, Япония, 8 ноября в Сиднее, Австралия, 13 ноября в Тель-Авиве, Израэль, 19 ноября в Берлине, Германия.[5]